# Pittocaulon praecox
El palo loco (Pittocaulon praecox) es un arbusto de tallos gruesos y lisos nativo y endémico del centro de México. Es la especie tipo del género Pittocaulon, que anteriormente se consideraba dentro del amplio género Senecio. Es una abundante en el Pedregal de San Ángel y llegaba a formar matorrales que actualmente casi han desaparecido debido a la constante urbanización.

## Nombre
Pittocaulon praecox es comúnmente conocido como palo mulato, palo loco, palo bobo, candelabro (por la forma en que se ramifica) o tezcapatli (del náhuatl tēzcatl, "espejo"; pahtli, "planta medicinal" → "planta medicinal de espejo"). Los nombres de «palo loco» y «palo bobo» hacen alusión a su asincronía con respecto al ciclo anual de la mayoría de las plantas: Durante el verano (estación lluviosa), acumula agua en sus tallos, haciendo gala de un espléndido follaje. Hacia finales de año pierde las hojas, quedando los tallos expuestos. Luego, en la cúspide de la estación seca (enero a marzo), florece en forma de penacho en los extremos de los tallos, solo por unas pocas semanas antes de fructificar.

## Descripción

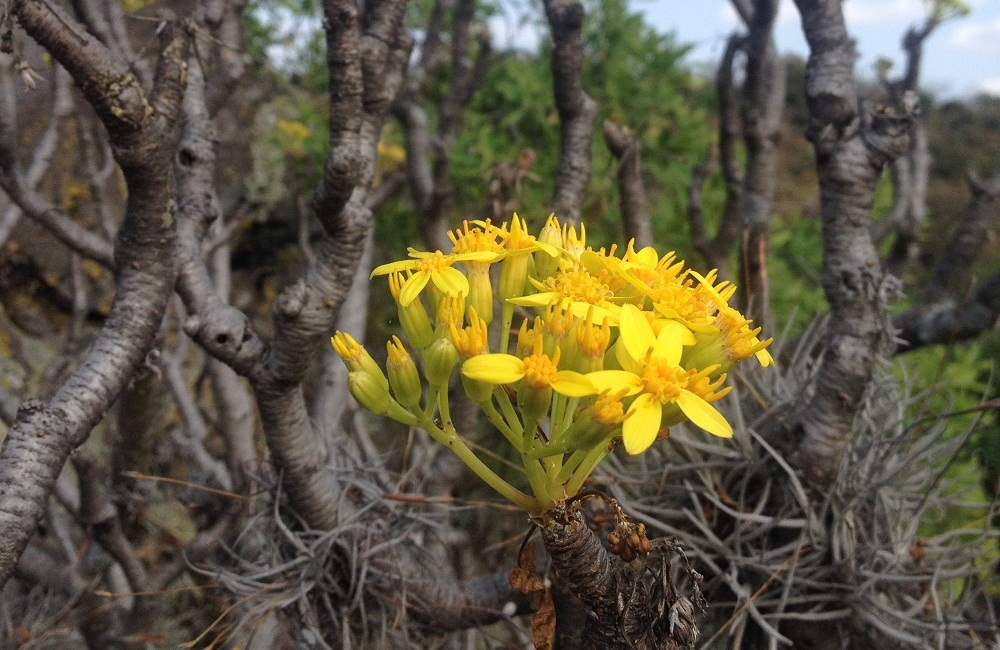
Inflorescencia

Es un arbusto o pequeño árbol caducifolio de hasta 4 metros de altura. Sus tallos color gris claro, suculentos y erectos, se bifurcan a modo de un candelabro. Las hojas glabras, cordadas en la base, se agrupan en el extremo superior de las ramas, con pecíolos de hasta 17.5 cm de largo. Los márgenes enteros tienen de 5 a 8 lóbulos acuminados.
Las inflorescencias se agrupan en cinco o seis lígulas que simulan pétalos amarillos. El fruto mide menos de 1 cm y es un aquenio cilíndrico o claviforme seco con un vilano de cerdas blancas.

## Distribución
Es una planta nativa de las zonas semiáridas y templadas del centro y sur de México. Sus cortas raíces le permiten crecer sobre suelos delgados e irregulares. En particular, ha encontrado un nicho prosperando sobre depósitos de material ígneo extrusivo, como el malpaís de Nealtican (Tianguismanalco, Puebla) y el Pedregal de San Ángel (Coyoacán, Ciudad de México). La proliferación de Pittocaulon praecox en el Pedregal de San Ángel ha sido tal que su ecosistema xerófilo suele clasificarse como «matorral de palo loco».

## Usos
Una infusión a base de las hojas es un remedio tradicional contra las reumas, las heridas y la dermatitis.

## Taxonomía
Pittocaulon praecox fue descrito en 1973 por Harold E. Robinson y Robert D. Brettell en Phytologia 26(6): 453.
Pittocaulon: del griego Ρητίνη, "resina", y καυλοϛ, "tallo"; en referencia a los tallos resinosos de los miembros de este género
praecox: epíteto latino que significa "precoz" o "de maduración temprana"
Sinonimia
- Cineraria praecox Cav.
- Senecio praecox (Cav.) DC.[12]

Mucha de la literatura especializada sigue empleando el nombre científico de Senecio praecox, descrito en 1837 por Augustin Pyrame de Candolle en Prodromus systematis naturalis regni vegetabilis, vol. 6: 431.